# أدم أباد بلوتشي نو
أدم أباد بلوتشي نو (بالفارسية: آدم‌آباد بلوچی نو) هي قرية تقع في منطقة بولان في إيران. يقدر عدد سكانها بـ 366 نسمة بحسب إحصاء 2016.